# Kargowa (gromada)
Kargowa – dawna gromada, czyli najmniejsza jednostka podziału terytorialnego Polskiej Rzeczypospolitej Ludowej w latach 1954–1972.
Gromady, z gromadzkimi radami narodowymi (GRN) jako organami władzy najniższego stopnia na wsi, funkcjonowały od reformy reorganizującej administrację wiejską przeprowadzonej jesienią 1954 do momentu ich zniesienia z dniem 1 stycznia 1973, tym samym wypierając organizację gminną w latach 1954–1972.
Gromadę Kargowa z siedzibą GRN w mieście Kargowej (niewchodzącym w jej skład) utworzono – jako jedną z 8759 gromad na obszarze Polski – w powiecie sulechowskim w woj. zielonogórskim na mocy uchwały nr V/23/54 WRN w Zielonej Górze z dnia 5 października 1954. W skład jednostki weszły obszary dotychczasowych gromad Chwalim, Nowy Jaromierz, Stary Jaromierz i Obra Dolna ze zniesionej gminy Kargowa oraz obszar dotychczasowej gromady Karszyn ze zniesionej gminy Bojadła w tymże powiecie. Dla gromady ustalono 14 członków gromadzkiej rady narodowej.
1 stycznia 1958 do gromady Kargowa włączono wsie Smolno Wielkie, Smolno Małe i Wojnowo ze zniesionej gromady Smolno Wielkie w tymże powiecie.
1 stycznia 1972 do gromady Kargowa włączono tereny o powierzchni 1434 ha z miasta Kargowa w tymże powiecie.
Gromada przetrwała do końca 1972 roku, czyli do kolejnej reformy gminnej. 1 stycznia 1973 w powiecie sulechowskim reaktywowano gminę Kargowa (od 1999 gmina Kargowa należy do powiatu zielonogórskiego).